# AC-42
AC-42是一种含氮有机化合物，分子式C
20H
31NO，可作为蕈毒碱型乙酰胆碱受体M1的选择性别构激动剂。